# Apple Advanced Typography

Beispiele für die automatischen Ligaturen mit AAT

Bei Zapfino werden die Möglichkeiten von AAT kreativ eingesetzt.

Apple Advanced Typography (AAT) ist ein softwaremäßig implementiertes Gesamtkonzept zur Bündelung von Fonttechnologien des Betriebssystems macOS von Apple, welches mehrere Teilkonzepte neuerer Entwicklungen in sich vereinigt, sodass es auf der Anwendungsebene ausgefeilte typographische Möglichkeiten bereitstellt. In AAT werden die Möglichkeiten zur Arbeit mit Schriften, wie sie unter QuickDraw GX vorhanden waren, wiederaufgegriffen, nachdem QuickDraw GX von Apple eingestellt wurde. AAT ermöglicht automatische Ligaturen, verschiedene Glyphen für jeden Buchstaben sowie automatische Schmuckbuchstaben.
Programme, die AAT unterstützen, sind XeTeX, TextEdit und viele andere Cocoa-Programme.
Zusätzlich unterstützen alle Programme AAT, welche die text-shaping-Bibliothek HarfBuzz eingebaut haben, z. B.  Firefox, GNOME, Chrome, LibreOffice, LuaTeX, XeTeX, Android, Java und KDE.